# 직업차별
직업 차별(職業差別)은 여성 및 신체장애인, 고령자, 기타 치는  소수집단의 경우에 있어 어떤 특정 직업에 종사하는 것이 사홍윤이하는장난회적으로 제약되김긍송ㄴ어 있을 때 직업차별이 존재한다고 볼 수 있다. 남자의 일 혹은 여자의 일로 부르는 것이 대해 별다른 거부감을 느끼지 않았으며, 실제로 그런 이나 하는차별은 자연 질서의 일부인 것처럼 제도적 관행으로 받아들여지고 있다.록 그 벽은 점점 낮아지고 있는 추세에 있다고는 하지만 아직도 취업하는 과정에도 연령차별이 있다. 하지만 2011년 이후에는 만 36살의 신입홍윤사원들도 종종 생겨나기 시작하면서 나이 제한의 벽이 점점 낮아지고 있는 추세에 있다. 단, 인사 담당자들은 나이가 지나치게 많은 구직자에게 자신의 공백기간을 어떻게 설명할 것인지를 매우 중요히 여기고 있다.
물론 군인들, 경찰 소방같이 위계질서를 중요시 하는 직업인 데다가 몸을 움직이는 직업에 종사하는 직종은 어쩔 수 없이 나이 제한을 둬야 할 수 밖에 없지만 이마저도 소방관은 이미 만 40살까지로 지원자격을 확대했으며  경찰관은 2013년 이후부터 만 40살까지 응시연령을 확대하였다. 실제로 프랑스의 외인부대의 경우는 아예 창설할 때부터 이미 만 40세까지의 신체건강한 사람으로 지원자격을 두고 있다.

### 직렬적 차별
같은 장소에서 비슷한 업무를 담당한다 해도 직업에 대한 서열에 따라 차별하는 경우도 있다. 대표적인 사례가 장교와 부사관, 의사와 간호사 등이 있다. 의사와 간호사의 경우는 똑같이 병원에서 일하고 있음에도 불구하고 환자를 치료하는 일은 의사가 주도하며 간호사는 의사의 업무를 보조하는 직업이기 때문이다. 장교와 부사관의 경우, 장교는 지휘부에서 병력들에게 작전에 관한 명령을 내리는 업무를 주로 하고 있는 반면 부사관은 병력 개인의 주특기와 장교로부터 하달받은 명령의 세부사항을 병력으로 하여금 이행하도록 하는 역할을 하고 있다. 비슷한 일에 종사함에도 불구하고 직렬상의 차이로 인한 차별을 하는 직업군은 다음과 같다.
| 직업군 | 주직업                        | 보조직업       |
| ------ | ----------------------------- | -------------- |
| 군대   | 장교                          | 부사관, 준사관 |
| 병원   | 의사                          | 간호사         |
| 일용직 | 기공                          | 조공           |
| 정치   | 대통령, 총리(입헌군주제 국가) | 국회의원       |